# Anartia albifasciata
Anartia albifasciata är en fjärilsart som beskrevs av Hoffmann 1940. Anartia albifasciata ingår i släktet Anartia och familjen praktfjärilar. Inga underarter finns listade i Catalogue of Life.